# Дом чекистов

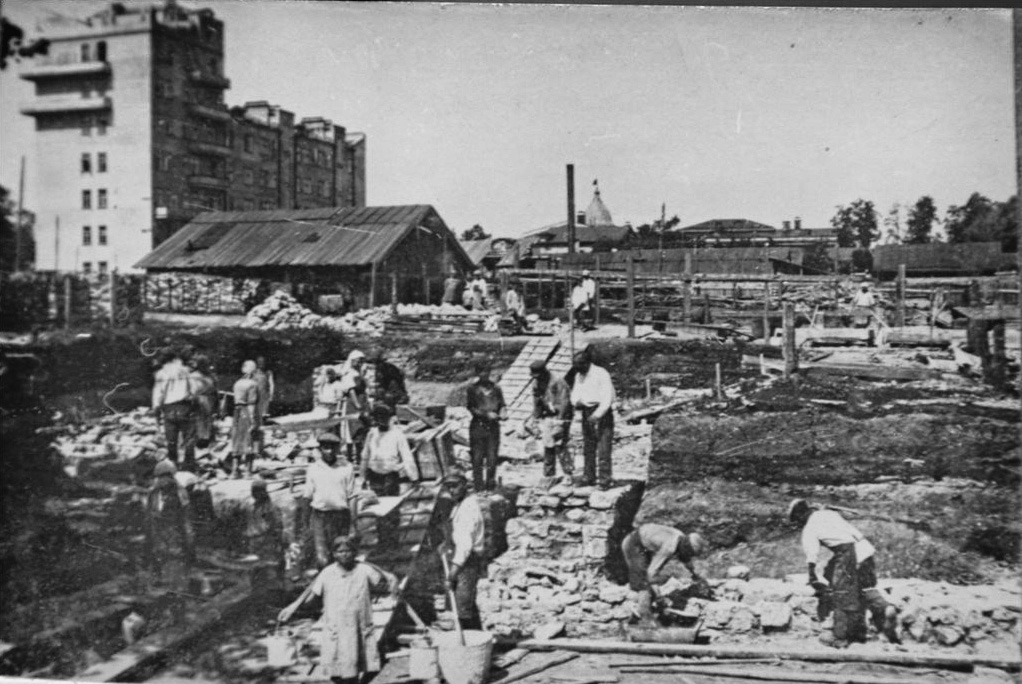
Готов корпус «А» Дома Пермского горсовета

Дом Чекиста — просторечное название жилого комплекса в Перми на улице Сибирской, 30. Построен под названием «Дома Пермского горсовета». Изначально дом предназначался для местной советской партийной «элиты».
Здание расположено в Свердловском районе Перми, в 148 квартале, рядом с местом бывшей Сибирской заставы, обозначавшей до 1824 года южную границу города, напротив Парка имени Горького. В плане здание С-образное.

## История
Проект жилого дома окружного отдела ОГПУ в Перми (архитекторы А. С. Русаков и Н. А. Шварёв, при участии инженера-консультанта В. И. Саломатова) впервые был представлен 27 июля 1930 г. на заседании технического совета при пермской окружной инспекции строительного контроля пермским окружным управлением ОГПУ (Объединенное государственное политическое управление при Совете Народных комиссаров).
При проектировании жилого комплекса ОГПУ первоначально имелся в виду участок земли в квартале № 124 (угол Осинской и Луначарской улиц) с фронтоном главного фасада на ул. Луначарского. Однако строительство началось на другом месте.
Комплекс построен в 1930-1939 гг. в стиле конструктивизма. В 1938 г. доработан архитектором Ф. Е. Мороговым) и инженерами А. Д. Чернышевым (проект конструкции междуэтажного перекрытия) и В. Н. Саломатовым (Саламатовым).
Кроме жилых, полностью благоустроенных помещений, в здании располагались поликлиника НКВД, магазин, солярий.
Комплекс состоит из нескольких корпусов разного времени постройки:
- Литер «А1». «Башня» в 7 этажей, на фасаде красуется объемное изображение даты «1932». Во всю высоту башня имеет сплошное остекление лестничного пролета, характерный элемент конструктивизма. Завершением башни являлась металлическая винтовая лестница с флагштоком, впоследствии в 1990-е гг. исчезла[2];
- Литер «Б». В документах именуется как «Северный корпус», сдан в 1937 г.;
- Литер «В». «Восточный корпус», сдан в 1939 г.[1]

При строительстве было много проблем — недостаток рабочей силы, высокая текучесть рабочей силы. Корпуса принимались в эксплуатацию с недоделками, с последующим их устранением.

## Наши дни
Здание отнесено к объектам культурного наследия (памятникам истории и культуры) регионального значения под названием «Дом чекистов (жилой)» в соответствии с распоряжением губернатора Пермской области от 05.12.2000 г. № 713-р.
В 2008 г. появилась мемориальная доска по инициативе гимназии № 11 имени С. П. Дягилева (выигравшей грант Министерства культуры Пермского края) и Пермской организации Союза писателей России. Надпись гласит: «В этом здании в XX веке работали русские писатели: Виктор Астафьев, Владимир Воробьев, Михаил Голубков, Лев Давыдычев, Николай Домовитов, Лев Кузьмин, Лев Правдин, Владимир Радкевич, Алексей Решетов».
С июня 2017 года проводится реконструкция фасада по улице Сибирской.

## Известные жители дома
- Гусаров, Николай Иванович, первый секретарь Молотовского обкома ВКП (б).